# 賽維爾·愛德華茲
賽維爾·詹姆斯·愛德華茲（英語：Xavier James Edwards，1999年8月9日—），為美國職棒大聯盟的二壘手，目前效力於邁阿密馬林魚。

## 職業生涯

### 聖地牙哥教士
2018年大聯盟選秀，愛德華茲在首輪第38順位被教士選中。該年他在小聯盟繳出3成46的打擊率，並打回16分打點。
2019年，他從1A開季，並繳出3成36的打擊率，還順利入選小聯盟明星賽。之後他在季中升上高階1A，並繳出3成01的打擊率。
球季結束後，他代表美國參加世界棒球12強賽。他出賽4場比賽，敲出2支安打，並吞下3次三振。

### 坦帕灣光芒
2019年12月6日，教士將愛德華茲、杭特·倫弗洛和一名日後指定球員交易到光芒，換來湯米·范姆和傑克·克羅倫沃斯。
2020年，小聯盟賽事因為COVID-19疫情肆虐而全面暫停。2021年，他在2A繳出3成02的打擊率，並打回27分打點。

### 邁阿密馬林魚
2022年11月15日，光芒將愛德華茲和J·T·沙格瓦交易到馬林魚，換來Marcus Johnson和Santiago Suarez。2023年，他從3A開季，並繳出3成06的打擊率。
2023年5月2日，愛德華茲成功登上大聯盟。該年他出賽30場比賽，繳出2成95的打擊率，沒有敲出全壘打，並上演5次盜壘成功。他在季後賽唯一一個打席成功敲出安打，並跑回全隊唯一一分。
2024年，愛德華茲因為左腳細菌感染而錯過開季。他到5月底才開始打球，並在7月初開始站穩大聯盟輪值。7月28日，愛德華茲成功達成完全打擊，為隊史第二人。同時他也敲出了生涯首轟和生涯首支三壘安打。

## 外部連結
- 球員資訊和成績在MLB ，ESPN ，Baseball Reference，Fangraphs，The Baseball Cube （英文）
- 賽維爾·愛德華茲的X（前Twitter）